# ريتشارد أورتيز
ريتشارد أورتيز بوستو (بالإسبانية: Richard Ortiz Busto)‏ لاعب كرة قدم باراغواي، يلعب في الدوري المكسيكي، مثل منتخب باراغواي لكرة القدم في بطولة كوبا أمريكا 2015 المقامة في تشيلي .

## روابط خارجية
- ريتشارد أورتيز على موقع قاعدة بيانات كرة القدم.إي يو (الإنجليزية)
- ريتشارد أورتيز على موقع ناشيونال فوتبول تيمز (الإنجليزية)
- ريتشارد أورتيز على موقع Soccerway.com (الإنجليزية)
- ريتشارد أورتيز على موقع عالم كرة القدم.نت (الإنجليزية)
- ريتشارد أورتيز على موقع كووورة
- ريتشارد أورتيز على موقع AS.com (الإسبانية)